# Dennis Vink
Dennis Vink (Zwolle, 1974) is een Nederlands econoom en hoogleraar in ondernemingsfinanciering aan Nyenrode Business Universiteit.  

## Opleiding
Vink voltooide in 1998 zijn bachelor accountancy aan de Christelijke Hogeschool Windesheim en vervolgde zijn opleiding aan Nyenrode Business Universiteit, waar hij in 1999 zijn master in financial management haalde. In 2007 promoveerde hij op een dissertatie over het onderwerp securitisatie. Hij heeft verder in 2019 een managementopleiding gevolgd aan de Harvard Business School.

## Carrière
Van 2002 tot 2012 was hij universitair docent en in 2010 directeur van de vakgroep Accounting en Financiering aan de Nyenrode Business Universiteit. In 2012 werd hij benoemd tot hoogleraar in de ondernemingsfinanciering en vanaf 2014 is hij lid van het academisch bestuur. Hij is tevens visiting professor aan de Executive School of Business van de Danmarks Tekniske Universitet en bij de University of Stellenbosch Business School. In 2015 was hij voorzitter van de European Financial Management Association. In 2017 werd hij lid van de wetenschapscommissie van de Nederlandse Sportraad (NLsportraad) en in 2019 extern lid van de Commissie organisatie en financiering van de sport, ingesteld om advies voor te bereiden over een toekomstbestendig sportbestel van Nederland. In 2022 heeft Vink als lid van de commissie ook bijgedragen aan het rapport "De Opstelling aan de Top", waarin aanbevelingen worden gegeven over de financiering en organisatie van de Nederlandse topsport. PEC Zwolle heeft hem in 2023 geraadpleegd als deskundige in het onderzoek naar de financiële gezondheid van de club. In datzelfde jaar kwam hij ook in het nieuws bij de aandelenaffaires van Ajax. In september 2023 lichtte Vink in het NOS Radio 1 Journaal toe dat bepaalde aankopen vragen opriepen over de verenigbaarheid met de functie van directeur Sven Mislintat. Later dat jaar kwam hij opnieuw in het nieuws in verband met de kwestie rond Michael van Praag, waarbij hij als deskundige commentaar gaf op de juridische en bestuurlijke gevolgen voor Ajax.

## Onderzoek
In zijn dissertatie richtte hij zich in het bijzonder op de werking en de prijsvorming van collateralized debt obligation en asset-backed security. In de zomer van 2008, vlak voor de kredietcrisis in volle hevigheid uitbrak, presenteerde hij aan kredietbeoordelaar Standard & Poor's in New York de conclusies uit zijn dissertatie met betrekking tot fouten in de toegepaste risicomodellen en adviseerde bepaalde financiële producten af te waarderen. Onder andere met de Amerikaanse econoom en investeerder Frank J. Fabozzi publiceerde Vink verschillende artikelen over de werking van kredietbeoordelingen op complexe producten in de financiële markten. 

## Publiek debat
Daarnaast is hij betrokken in het publieke debat. In 2024 is zijn opiniestuk gepubliceerd door Het Financieele Dagblad waarin hij stelt dat Tata Steel de rekening van de vervuiling makkelijk zelf kan betalen. In 2025 nam Vink deel aan een rondetafelgesprek in de Tweede Kamer der Staten-Generaal over de maatwerkafspraken met Tata Steel. Tijdens deze bijeenkomst werd zijn standpunt duidelijk dat nationalisatie van Tata Steel op bedrijfseconomische gronden geen haalbare optie is, gezien het onrendabele verdienmodel op de lange termijn. Hij pleitte voor het sluiten van de meest vervuilende activiteiten en het investeren in een schoner en rendabeler bedrijfsmodel. Dit standpunt speelt een belangrijke rol in het bredere debat over staatssteun voor Tata Steel, waarin experts en politici kritisch zijn over de financiële risico’s en duurzaamheid van de staalindustrie.
Tegelijkertijd uitte een groep economen, waaronder Vink, in een brief van 17 maart 2025 kritiek op de beoogde miljardensteun aan energie-intensieve industrieën. In de brief aan minister Sophie Hermans, Minister van Klimaat en Groene Groei (Kabinet-Schoof), werd gewaarschuwd dat de voorgestelde steun verspild dreigt te raken als het kabinet geen duidelijke keuzes maakt over strategisch belangrijke sectoren. Dit onderwerp werd vervolgens op 18 maart 2025 besproken in een commissie van de Tweede Kamer voor Klimaat en Groene Groei. De kwestie kreeg ook aandacht in het NOS Journaal.
In juni 2025 verscheen in het Financieele Dagblad een opiniestuk van Vink waarin werd betoogd dat de NAVO-norm van 5% en de Wet op de Defensiegereedheid mogelijk kunnen leiden tot een onevenredige financiële en ruimtelijke belasting voor Nederland, en tot uitzonderingsposities voor Defensie binnen de rechtsstaat. Het onderwerp kwam ook aan bod in de NPO Radio 1-podcast Op z’n Kop, waarin onder meer de juridische en maatschappelijke implicaties van de wet werden besproken.

## Publicaties (selectie)
- The impact of creditor protection in US states on the RMBS market. Financial Markets, Institutions & Instruments, New York University Solomon Center, 2024, Vol. 33 (3), pp. 267-292, co-auteur F.J. Fabozzi.
- How much do investors rely on credit ratings: Empirical evidence from the U.S. and E.U. CLO primary market. Journal of Financial Services Research, 2023, Vol, 63, pp. 221-247, co-auteur F.J. Fabozzi.
- Security design and credit rating risk in the CLO market. Journal of International Financial Markets, Institutions & Money, 2021, 72, 10135.
- The Information Content of Three Credit Ratings: The Case of European Residential Mortgage Backed Securities, The European Journal of Finance, 2015, Vol. 21 (3), pp. 172-194, co-auteur F.J. Fabozzi.
- Looking Beyond Credit Ratings: Factors Investors Consider in Pricing European Asset-Backed Securities, European Financial Management, 2012, Vol. 18 (4), pp.515-542, co-auteur F.J. Fabozzi.
- The Power of Finance: It is a number game played by few with an impact on many., Oratie als hoogleraar Nyenrode, 27 september 2013.
- Banken als traditionele intermediair hebben hun langste tijd gehad, MeJudice, 11 maart 2013 (uitgebreidere versie van het artikel op 6 maart 2013 in het Financieele Dagblad).
- Basisconcepten Finance: van boekwaarde naar marktwaarde, 2017, VCFC, ISBN 9789090305738.
- Basic Concepts in Finance: From book value to market value, 2018, VCFC, ISBN 9789082929607.
- Primary market spreads of asset securitization issues: empirical investigation and analysis, 2007, proefschrift Nyenrode.